# Ruine Radegg
Die Ruine Radegg ist eine um 1200 erbaute und um 1300 zerstörte Spornburg im Schweizer Kanton Schaffhausen. Sie liegt auf 560 m ü. M. hoch über dem Wangental auf einem Felssporn des Rossbergs, der auf drei Seiten steil abfällt und auf dem Gebiet der Gemeinde Wilchingen liegt. 

## Geschichte
In den Jahren 1923 bis 1937 wurde die Ruine Radegg erforscht. Trotzdem weiss man wenig über ihre Entstehung und Zerstörung sowie über ihren Erbauer, den Herren von Radegg. Dessen Geschlecht wird mit Heinrich Scado 1188 erstmals erwähnt. Um 1225 wird ein Ritter «Rudolf nobilis dictus Schade de Radegg» urkundlich aufgeführt. Er soll nicht näher bezeichnete Beziehungen mit dem Kloster Rheinau gepflegt haben. Im 13. Jahrhundert existierte in der Gegend nebst den Freiherren von Radegg noch eine zweite Familie mit dem gleichen Namen. Die bürgerliche Familie Schad von Radegg liess sich im Spätmittelalter in Schaffhausen nieder. Dies erschwert eine gesicherte Zuordnung der einzelnen Personen zur Ruine Radegg. Das Freiherrengeschlecht starb 1333 aus. Nach Johann Jakob Rüeger waren die Randecker verwandt mit den Burgherren der Burgen Burg Randeck (Landkreis Esslingen), Randenburg und Schloss Randegg.
Die heute noch sichtbaren Mauerreste wurden nicht vor 1200 erbaut. Ob zuvor an dieser Stelle bereits ein hölzerner Vorgängerbau stand, ist nicht auszuschliessen, jedoch auch nicht belegt. Die Burg wurde vermutlich bereits kurz nach 1300 zerstört. Von wem und weshalb ist unklar. Verschiedene Kalksteine sind auf der Innenseite gerötet. Dies lässt auf einen Brand schliessen. Ein Grund der Zerstörung könnte sein, dass die Radegger um 1270 möglicherweise versuchten, das Kloster Rheinau vor den Ansprüchen der Vögte der benachbarten Herren von Krenkingen zu schützen. Ausserdem wurden bei Ausgrabungen Pfeilspitzen und Armbrustbolzen gefunden.

## Anlage
Die Burg wurde in einem Zug erbaut. Sie umfasste (von Osten nach Westen) einen mächtigen Turm, einen Zwischenbau oder Hof mit Zisterne und einen zweiten Turm. Die östlichen Mauern der Angriffsseiten sind bis zu vier Meter dick, die gegen das Wangental steil abfallende Südmauer jedoch nur 2,80 Meter. Das Baukonzept mit bossierten Eckquadern und mächtigen Steinblöcken lassen auf eine Bauzeit um 1200 schliessen. Die nordöstlich vorgelagerte Hochfläche ist durch zeitlich undatierte Wälle und Gräben geschützt. Es sind Spuren einer früheren Materialgewinnung sichtbar.

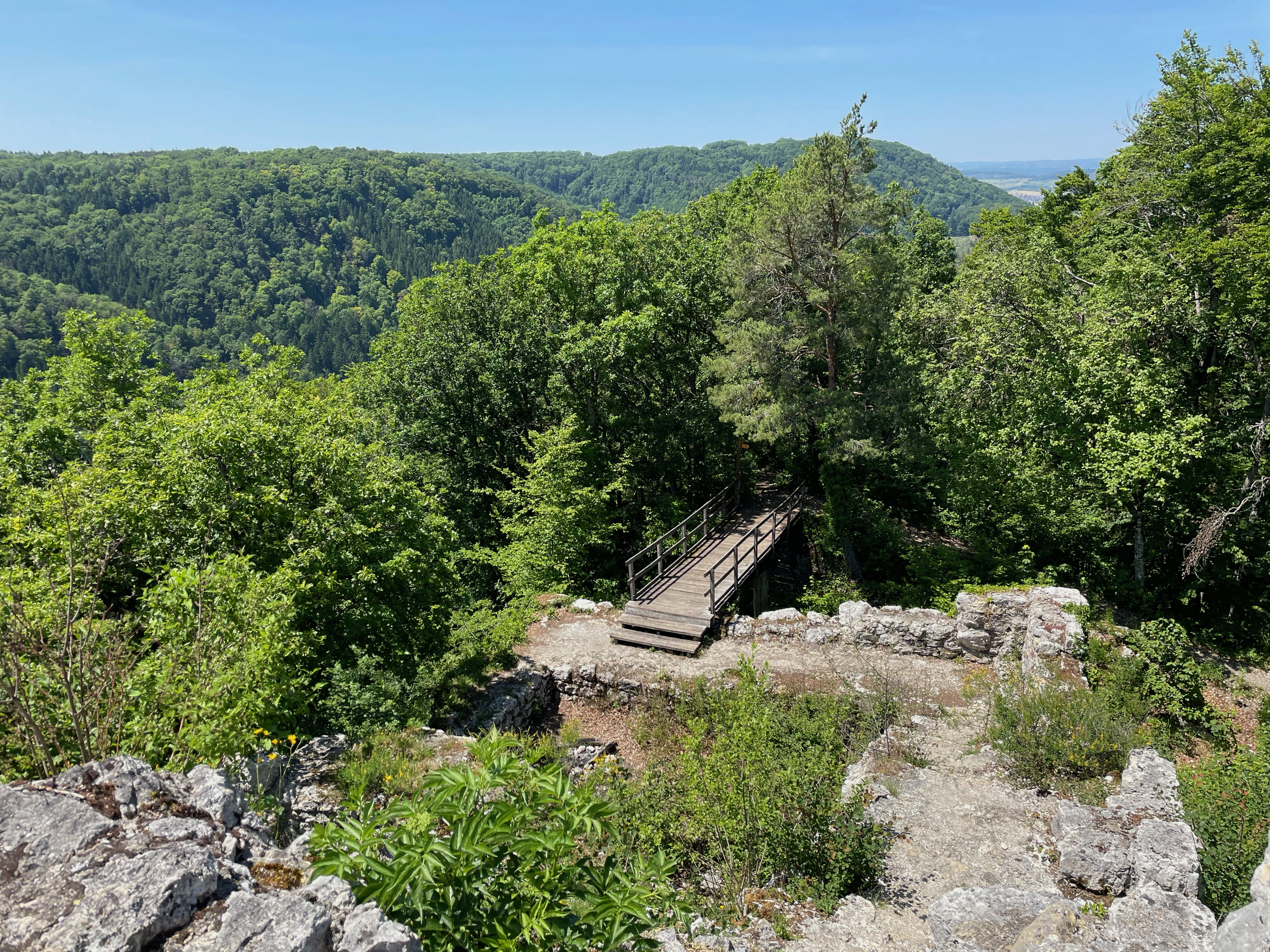
Zugangsbereich
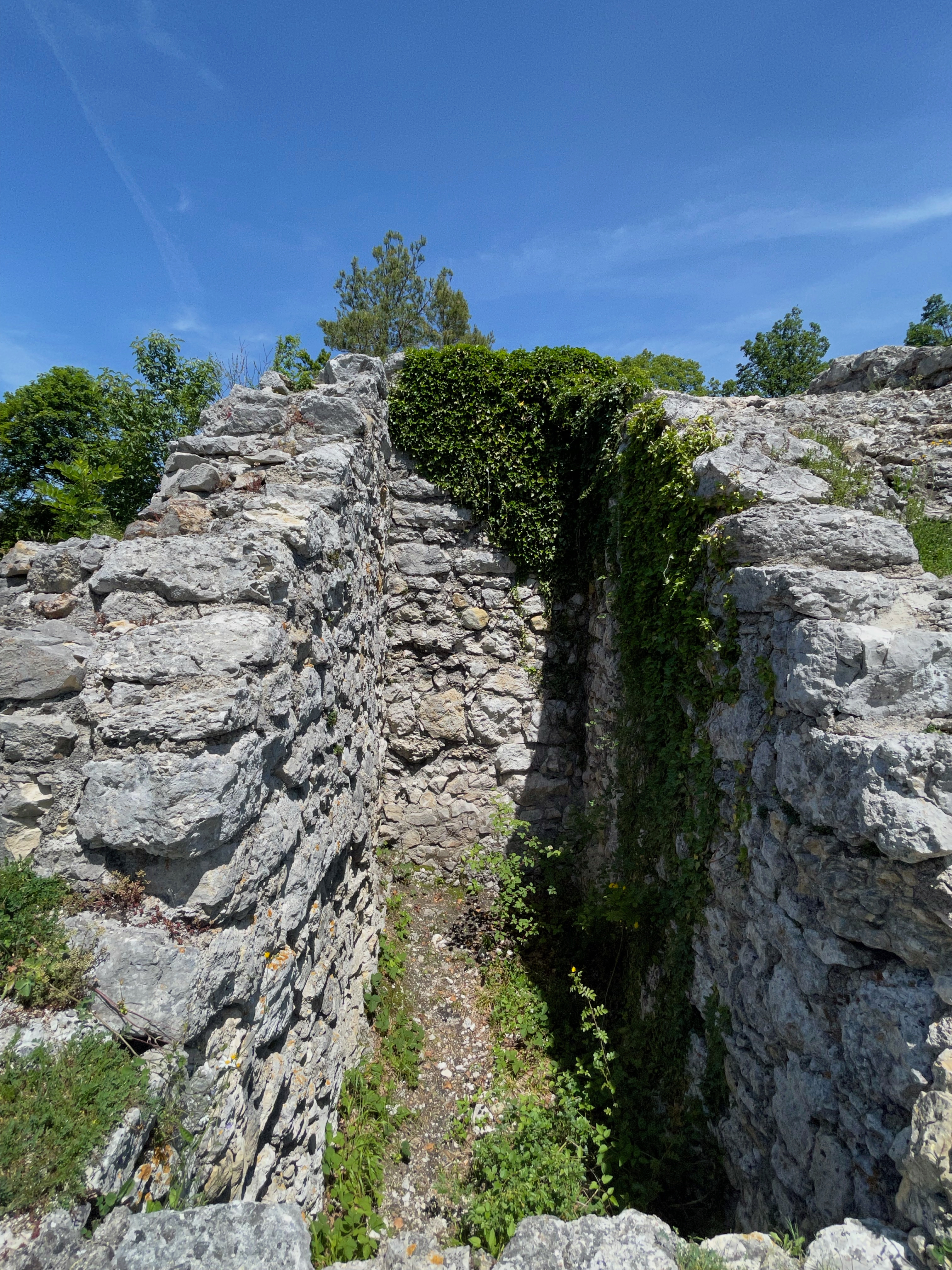
Zisternenraum
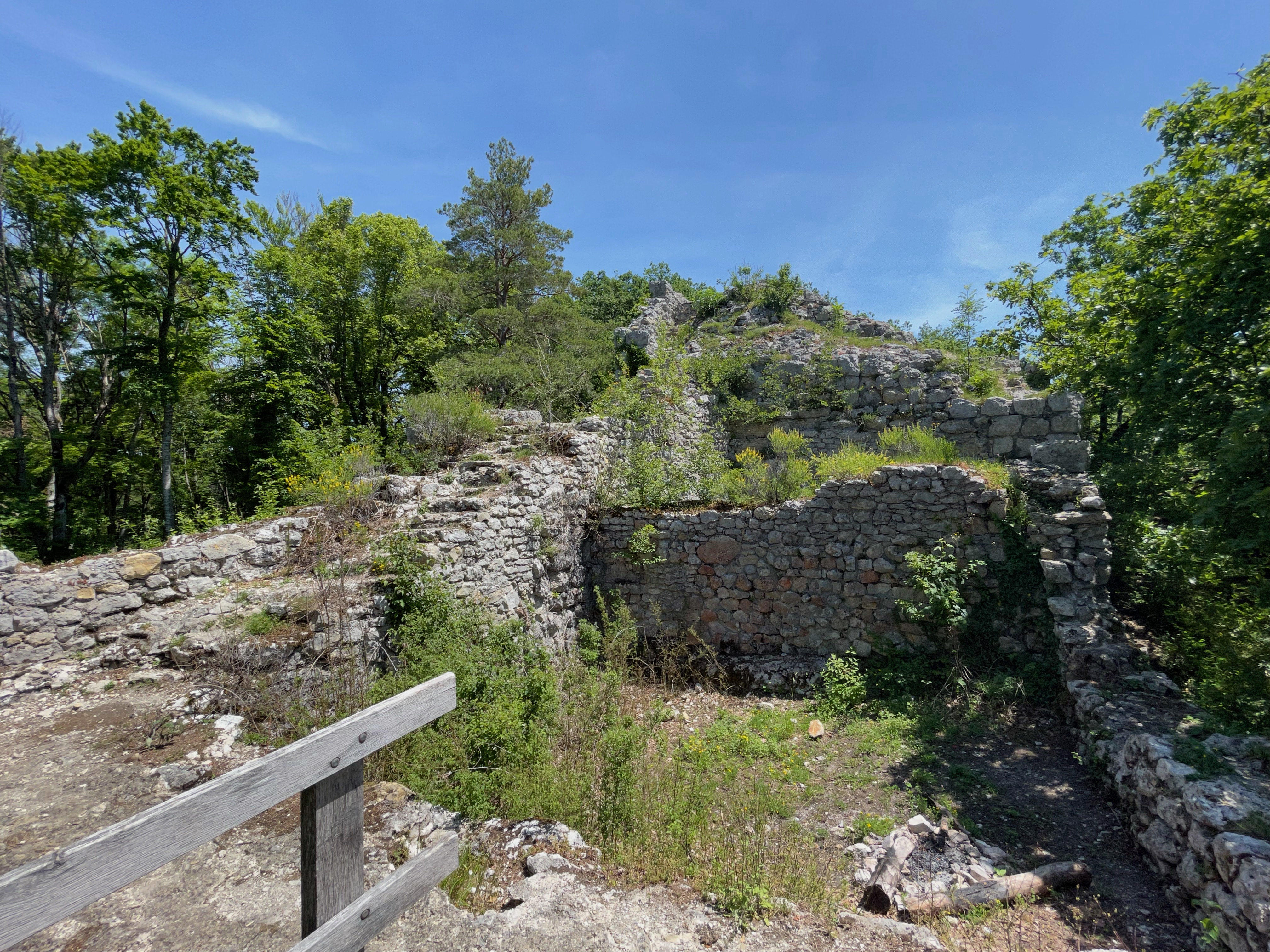
Palas
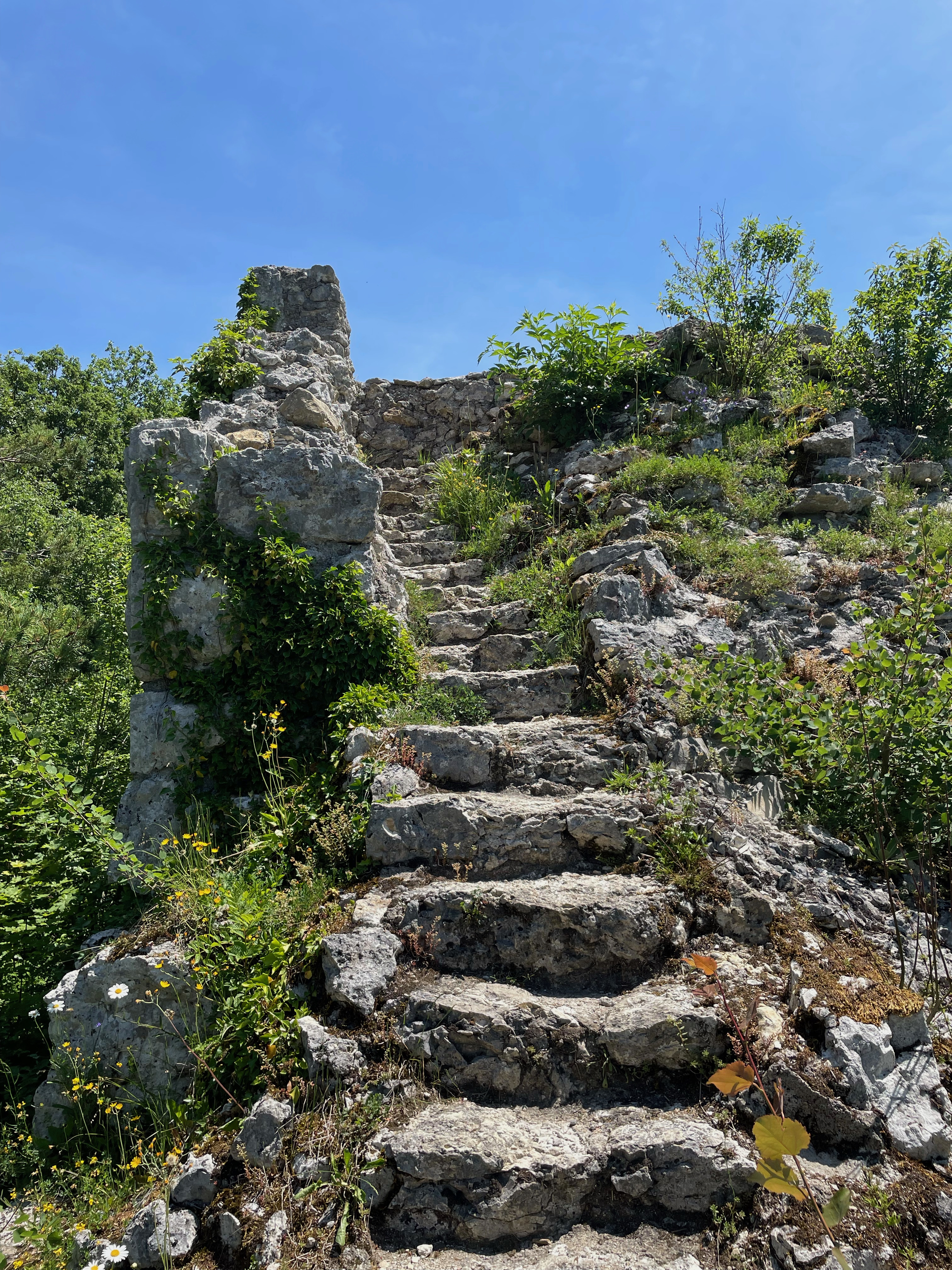
Aufstieg zum Turm
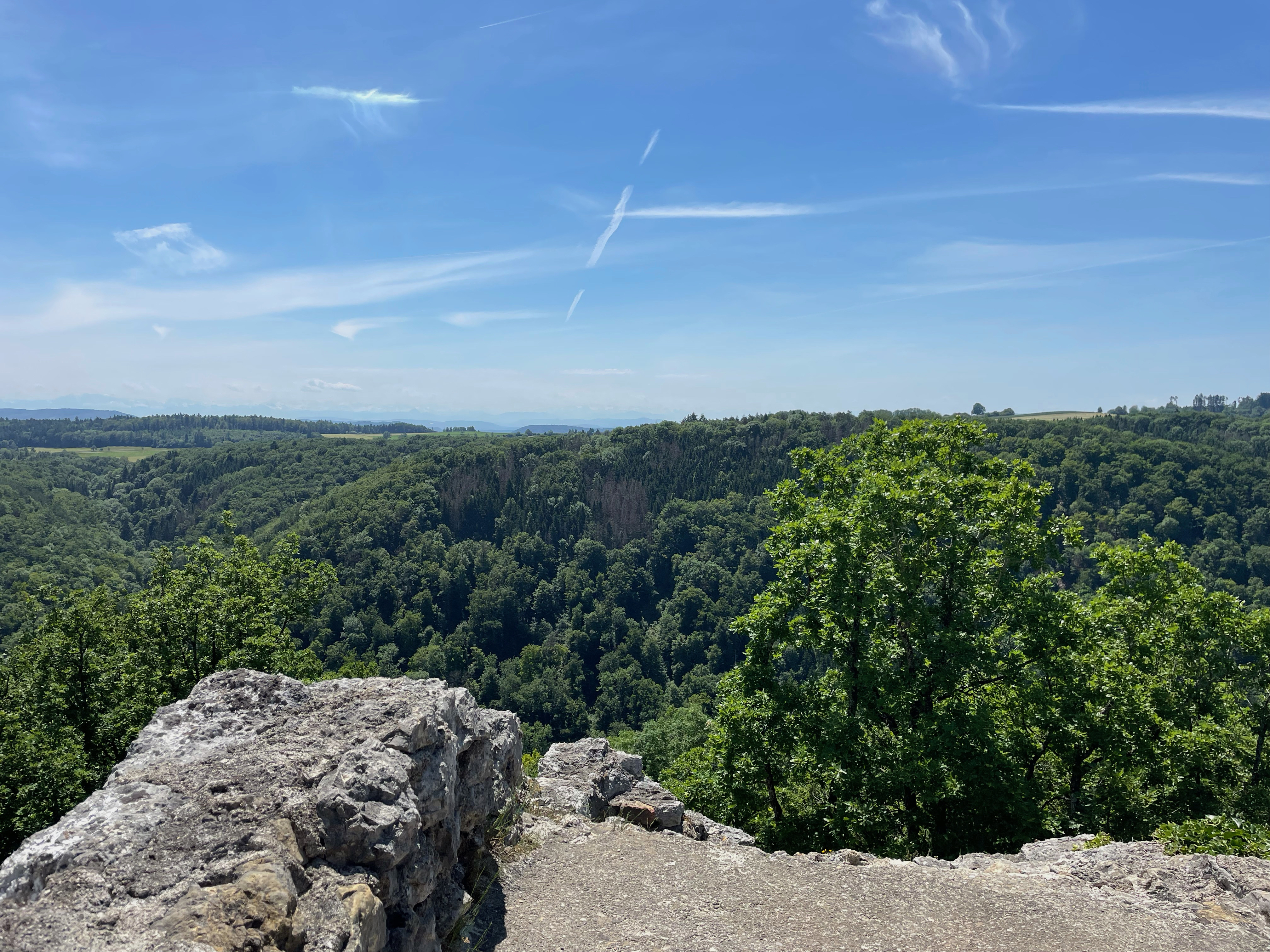
Blick vom Turm nach Süden

## Tourismus
Wanderwege führen von Osterfingen durch das Wangental zu der Gaststätte Bad Osterfingen und weiter zur Radeggerhalde. Es folgt ein steiler Aufstieg direkt zur Ruine. Der zweite Weg verläuft weniger steil von Osterfingen durch das Haartel-Tal zur rund 30 Minuten entfernten Gaststätte Rossberghof.
Die Anlage ist mit der nötigen Vorsicht frei begehbar. Der Rastplatz in Osten ist mit Bänken mit Feuerstelle ausgestattet.

## Die Sage vom Kätterli
Der Schaffhauser Mundartdichter Otto Uehlinger erzählt in seiner Sage vom Kätterli von einem Raubritter, der vor vielen  hundert Jahren mit seiner Frau und sieben Söhnen auf der Burg Radegg hauste. Die fromme Frau starb nach der Geburt des ersten Mädchens im Kindsbett. Das Mädchen wurde auf den Namen Kätterli getauft. Nach dem Tod seiner gütigen Frau verlor der Ritter jeden Anstand und ritterliche Gesinnung. Er und seine Söhne fielen plündernd und raubend über die Gegend her. Auch Reisende, die durch das Wangental kamen, wurden nicht verschont. Viele Gefangene, die im Burgverlies schmorten, wurden vom heranwachsenden, herzensguten Kätterli gepflegt und aufgemuntert. Ein italienischer Adeliger verliebte sich in sie. Nach der Zahlung eines hohen Lösegeldes wurde er freigelassen und hielt um die Hand von Kätterli an. Doch sie wollte ihre Familie und die Gefangenen nicht verlassen. Ein Jahr später liess der Adelige Kätterli einen blaublühenden Rosenstock bringen. Kätterli pflanzte die Rosen in die Radeggerhalde. Immer wenn sie Kummer und Sorgen hatte, besuchte sie heimlich den Rosenbusch.
Die Raubritter trieben es immer bunter. Deshalb beschlossen die Kriegsherren von Schaffhausen und die Bauern von Osterfingen, dem Treiben endlich ein Ende zu setzen. In einer kalten Winternacht schlichen sie zur Burg und zündeten sie an. Als die Burg bereits lichterloh brannte, bemerkten die Angreifer das an einem Fenster um Hilfe rufende Kätterli. Bevor sie ihm zu Hilfe eilen konnten, stürzte der Dachstuhl über ihm ein. Die unerfüllte Liebe lässt Kätterli bis zum heutigen Tag nicht ruhen. Noch heute soll man es in einer mondklaren Nacht auf der Ruine sitzen sehen. Es betet für die Seelen ihrer Familie und wartet auf Erlösung. Nur ein junger Bursche ohne Fehl und Tadel, der die blühende Rose findet und sie dem Kätterli bringt, kann es erlösen.